# Сламниг, Давор
Давор Сламниг (хорв. Davor Slamnig; 13 марта 1956, Загреб, СФРЮ, ныне Хорватия) — хорватский писатель и музыкант.

## Жизнеописание
Родился в Загребе в 1956 году. Получал образование в Загребе (философский факультет Загребского университета), Блумингтоне и Чикаго.
Давор Сламниг принадлежит поколению интермедийного обогащения хорватской культуры. Он был гитаристом рок-группы, написал некоторые из самых популярных хорватских рок-баллад («Фрида»), является независимым творцом, в последние годы занимается рыночными коммуникациями.

## Литературное творчество
Давор Сламниг — автор довольно компактного, но высоко оцененного литературного наследия: двух сборников рассказов, написанных в начале 1980-х годов — «Чудовище» (Čudovište, 1980) и Qwertzu i Opš (1983), а также романа «Теплый воздух» (Topli zrak, 2002) и сборника рассказов «Картофельные родственники» (Krumpirova rodbina, 2005).
Вот как известный хорватский литературовед Влахо Богишич характеризует творчество Давора Сламинга в современном литературном процессе Хорватии
Его [Давора Сламнига] первые короткие рассказы были встречены как важная нарративная инновация не только из-за использования опыта комиксов и мультфильмов и городской инфантильности своего времени, но и благодаря ловкости рассказчика, его умению строить диалог и плавно переходить от легкомысленного и тривиального к главной мысли произведения. Долгий пятнадцатилетний период, который он, по собственному признанию, посвятил работе над следующей книгой, вновь напоминает о зрелости и завершенности «Чудовища», в котором присутствует трезвое отрицание классики, после чего каждый новый рассказ читается с учетом убедительной дистанции, право на которую писатель давно выбрал.
Давор Сламниг является лауреатом престижной хорватской литературной премии Ранко Маринковича, его также награждали ведущие хорватские печатные СМИ — первый приз (2002 за Topli zrak) газеты Jutarnji list, приз (в 2006 за Kak smo postali Dalmatinci) и второй приз (2004, за Teletabisi) газеты Večernji list.